# Апатеу (Сату Маре)
Апатеу (рум. Apateu) насеље је у Румунији у округу Сату Маре у општини Кулчу. Oпштина се налази на надморској висини од 128 m.

## Становништво
Према подацима из 2002. године у насељу је живело 329 становника.

### Попис2002.
| Расподела становништва по националности 2002.‍ | Расподела становништва по националности 2002.‍ | Расподела становништва по националности 2002.‍ | Расподела становништва по националности 2002.‍ | Расподела становништва по националности 2002.‍ |
| --------------------------------------------- | --------------------------------------------- | --------------------------------------------- | --------------------------------------------- | --------------------------------------------- |
|                                               |                                               |                                               |                                               |                                               |
| Румуни                                        | Румуни                                        |                                               | 110                                           | 33,7%                                         |
| Мађари                                        | Мађари                                        |                                               | 210                                           | 64,4%                                         |
| Роми                                          | Роми                                          |                                               | 6                                             | 1,8%                                          |